# Evan Phillips
Evan John Phillips (Salisbury, Maryland, 11 de septiembre de 1994), más conocido como Evan Phillips, es un jugador profesional estadounidense de béisbol que se desempeña en la posición de lanzador en Los Angeles Dodgers, equipo de las Grandes Ligas de Béisbol (MLB).

## Carrera
Phillips hizo su debut en la MLB con el equipo Atlanta Braves, en el cual jugó una temporada (2018), después pasó a Baltimore Orioles (2018-2020), luego a Tampa Bay Rays (2021), posteriormente a Los Angeles Dodgers, donde lleva jugando cuatro temporadas.